# ريتشارد تي كايت
ريتشارد تي كايت (بالإنجليزية: Richard T. Kight)‏ هو ضابط أمريكي، ولد في 18 أكتوبر 1913، وتوفي في 17 يونيو 2001.